# Sorbus sargentiana
Sorbus sargentiana är en rosväxtart som beskrevs av Emil Bernhard Koehne. Sorbus sargentiana ingår i släktet oxlar, och familjen rosväxter. Inga underarter finns listade i Catalogue of Life.

## Bildgalleri

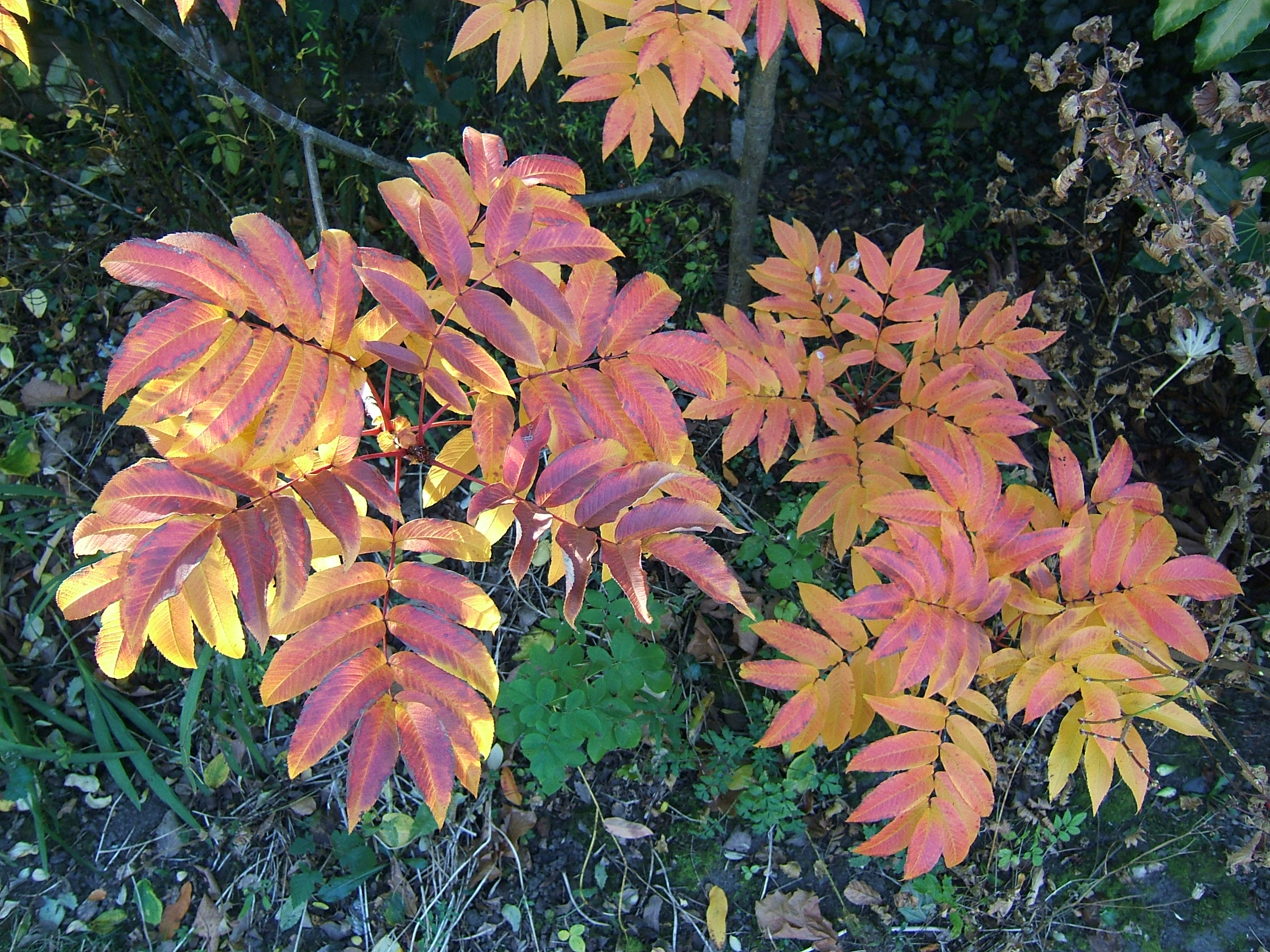